# 皮赛地区圣
皮赛地区圣（法語：Saints-en-Puisaye，法語發音：[sɛ̃ ɑ̃ pɥizɛ] ⓘ；2012年以前名为圣 (Saints)）是法国勃艮第-弗朗什-孔泰大区约讷省的一个市镇，属于欧塞尔区。

## 地理
皮赛地区圣（47°37'15"N, 3°15'42"E）面积27.71 平方千米，位于法国勃艮第-弗朗什-孔泰大區约讷省，该省份为法国中北部内陆省份，西接卢瓦雷省，西北接塞纳-马恩省，南至涅夫勒省，东临科多尔省，东北与奥布省接壤。
与皮赛地区圣接壤的市镇（或旧市镇、城区）包括：方丹、丰特努瓦、兰村、皮赛地区穆捷、皮赛地区圣索沃尔、蒂里、特雷尼-佩勒斯-圣科隆布。

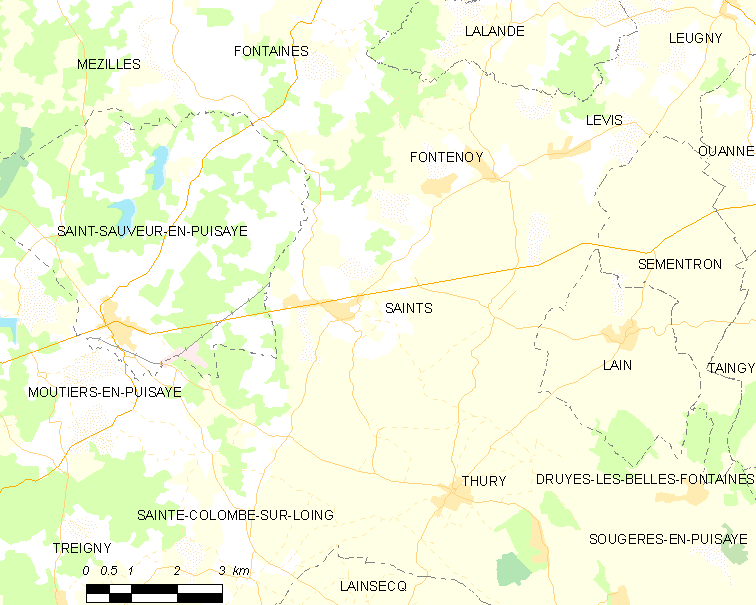
皮赛地区圣的OSM定位图

皮赛地区圣的时区为UTC+01:00、UTC+02:00（夏令时）。

## 行政
皮赛地区圣的邮政编码为89520，INSEE市镇编码为89367。

## 政治
皮赛地区圣所属的省级选区为万塞勒县。

## 人口

1962-2008年间皮赛地区圣人口变化图示

皮赛地区圣于2022年1月1日时的人口数量为546人。